# Les Lapins (fable)
Les Discours à Monsieur le Duc de La Rochefoucauld, aussi connu sous le nom Les Lapins, est la quatorzième fable du livre X, situé dans le second recueil des Fables de La Fontaine, édité pour la première fois en 1678.

## Texte de la Fable
Je me suis souvent dit, voyant de quelle sorte

L’homme agit, et qu’il se comporte

En mille occasions, comme les animaux :

Le roi de ces gens-là n’a pas moins de défauts

Que ses sujets ; et la Nature

A mis dans chaque créature

Quelque grain d’une masse où puisent les esprits :

J’entends les esprits-corps, et pétris de matière.

Je vais prouver ce que je dis.

À l’heure de l’affût, soit lorsque la lumière

Précipite ses traits dans l’humide séjour,

Soit lorsque le soleil rentre dans sa carrière,

Et que, n’étant plus nuit, il n’est pas encor jour,

Au bord de quelque bois sur un arbre je grimpe,

Et nouveau Jupiter du haut de cet olympe,

Je foudroie à discrétion

Un lapin qui n’y pensait guère.

Je vois fuir aussitôt toute la nation

Des lapins qui, sur la bruyère,

L’œil éveillé, l’oreille au guet,

S’égayaient, et de thym parfumaient leur banquet.

Le bruit du coup fait que la bande

S’en va chercher sa sûreté

Dans la souterraine cité ;

Mais le danger s’oublie, et cette peur si grande

S’évanouit bientôt : je revois les lapins,

Plus gais qu’auparavant, revenir sous mes mains.

Ne reconnaît-on pas en cela les humains ?

Dispersés par quelque orage,

À peine ils touchent le port,

Qu’ils vont hasarder encor

Même vent, même naufrage :

Vrais lapins, on les revoit

Sous les mains de la Fortune.

Joignons à cet exemple une chose commune.

Quand des chiens étrangers passent par quelque endroit

Qui n’est pas de leur détroit,

Je laisse à penser quelle fête !

Les chiens du lieu, n’ayant en tête

Qu’un intérêt de gueule, à cris, à coups de dent

Vous accompagnent ces passants

Jusqu’aux confins du territoire.

Un intérêt de biens, de grandeur et de gloire,

Aux gouverneurs d’États, à certains courtisans,

À gens de tous métiers en fait tout autant faire.

On nous voit tous, pour l’ordinaire,

Piller le survenant, nous jeter sur sa peau.

La coquette et l’auteur sont de ce caractère :

Malheur à l’écrivain nouveau !

Le moins de gens qu’on peut à l’entour du gâteau,

C’est le droit du jeu, c’est l’affaire.

Cent exemples pourraient appuyer mon discours.

Mais les ouvrages les plus courts

Sont toujours les meilleurs. En cela j’ai pour guide

Tous les maîtres de l’art, et tiens qu’il faut laisser

Dans les plus beaux sujets quelque chose à penser :

Ainsi ce discours doit cesser.

Vous qui m’avez donné ce qu’il a de solide,

Et dont la modestie égale la grandeur,

Qui ne pûtes jamais écouter sans pudeur

La louange la plus permise,

La plus juste et la mieux acquise ;

Vous enfin, dont à peine ai-je encore obtenu

Que votre nom reçût ici quelques hommages,

Du temps et des censeurs défendant mes ouvrages,

Comme un nom qui, des ans et des peuples connu

Fait honneur à la France, en grands noms plus féconde

Qu’aucun climat de l’univers,

Permettez-moi du moins d’apprendre à tout le monde

Que vous m’avez donné le sujet de ces vers.
— Jean de La Fontaine, Fables de La Fontaine, Les Lapins, texte établi par Jean-Pierre Collinet, Fables, contes et nouvelles, Gallimard, « Bibliothèque de la Pléiade », 1991, p. 418